# Большой Ырым
Большой Ырым (Ырым) — река в России, протекает в Усть-Куломском районе Республике Коми. Устье реки находится в 834 км по левому берегу реки Вычегда. Длина реки — 78 км.

## Данные водного реестра
По данным государственного водного реестра России относится к Двинско-Печорскому бассейновому округу, водохозяйственный участок реки — Вычегда от истока до города Сыктывкар, речной подбассейн реки — Вычегда. Речной бассейн реки — Северная Двина].